# Tyler Steenbergen
Tyler Steenbergen (né le 7 janvier 1998 à Sylvan Lake, dans la province de l' Alberta au Canada) est un joueur professionnel canadien de hockey sur glace.

## Carrière en club
En 2014, il commence sa carrière avec les Broncos de Swift Current dans la Ligue de hockey de l'Ouest. Il passe professionnel avec les Roadrunners de Tucson dans la Ligue américaine de hockey en 2018. Il est choisi au cours du repêchage d'entrée 2017 dans la Ligue nationale de hockey par les Coyotes de l'Arizona en 5e ronde, en 128e position.

## Statistiques
| Saison    | Équipe                   | Ligue |    | Saison régulière | Saison régulière | Saison régulière | Saison régulière | Saison régulière |    | Séries éliminatoires | Séries éliminatoires | Séries éliminatoires | Séries éliminatoires | Séries éliminatoires |
| Saison    | Équipe                   | Ligue | PJ | B                | A                | Pts              | Pun              | PJ               | B  | A                    | Pts                  | Pun                  |                      |                      |
| 2014-2015 | Broncos de Swift Current | LHOu  | 72 | 5                | 6                | 11               | 13               | 4                | 1  | 0                    | 1                    | 0                    |                      |                      |
| 2015-2016 | Broncos de Swift Current | LHOu  | 67 | 20               | 26               | 46               | 18               | -                | -  | -                    | -                    | -                    |                      |                      |
| 2016-2017 | Broncos de Swift Current | LHOu  | 72 | 51               | 39               | 90               | 22               | 14               | 8  | 6                    | 14                   | 8                    |                      |                      |
| 2017-2018 | Broncos de Swift Current | LHOu  | 56 | 47               | 55               | 102              | 44               | 26               | 12 | 15                   | 27                   | 12                   |                      |                      |
| 2018-2019 | Roadrunners de Tucson    | LAH   | 63 | 9                | 13               | 22               | 16               | -                | -  | -                    | -                    | -                    |                      |                      |
| 2019-2020 | Roadrunners de Tucson    | LAH   | 57 | 8                | 18               | 26               | 18               | -                | -  | -                    | -                    | -                    |                      |                      |
| 2020-2021 | Roadrunners de Tucson    | LAH   | 36 | 10               | 3                | 13               | 6                | 1                | 0  | 0                    | 0                    | 0                    |                      |                      |
| 2021-2022 | TPS                      | Liiga | 54 | 7                | 10               | 17               | 28               | 18               | 3  | 3                    | 6                    | 2                    |                      |                      |
| 2022-2023 | TPS                      | Liiga | 9  | 0                | 2                | 2                | 2                | -                | -  | -                    | -                    | -                    |                      |                      |